# آب‌رنگ (فیلم)
«آب‌رنگ» (انگلیسی: Watercolors) فیلمی آمریکایی به کارگردانی David Oliveras است که در سال ۲۰۰۸ منتشر شد.
از بازیگران آن می‌توان به گرگ لوگانیس و کارن بلک اشاره کرد.